# List do króla
List do króla (niderl. De brief voor de koning) – książka holenderskiej pisarki Tonke Dragt, po raz pierwszy wydana w 1962 roku. Kontynuacja, Tajemnicy Dzikiego Boru (niderl. Geheim van het Wilde Woud), została opublikowana w 1965 r. List do króla został uznany za najlepszą holenderską książkę młodzieżową drugiej połowy XX wieku.
Książka została przetłumaczona na duński, angielski, niemiecki, rosyjski, grecki, estoński, francuski, indonezyjski, włoski, japoński, norweski, polski, portugalski, czeski, hiszpański i kataloński.

## Motyw
Tonke Dragt od najmłodszych lat interesowała się średniowieczem, a szczególnie chętnie czytała klasyczne angielskie romanse rycerskie. Na przełomie lat pięćdziesiątych i sześćdziesiątych Dragt pracowała w szkole średniej jako nauczycielka plastyki. Aby przykuć uwagę uczniów, opowiadała historie i zwykle przerywała je w momencie, w którym nastąpiła chwila napięcia, po czym uczniowie rysowali ilustracje je przedstawiające. Zwykle Dragt wkrótce potem zapominała o tych historiach, tworząc nowe. 
Któregoś dnia Dragt opowiedziała swoim uczniom o nastoletnim giermku o imieniu Tiuri, który musiał odbyć całonocne czuwanie, zanim mógł otrzymać tytuł rycerski, ale opuścił kaplicę, w której czuwał, aby odpowiedzieć na wołanie o pomoc. Po tym uczniowie narysowali mapę krajów które Tiuri musiał przebyć: było to Królestwo Unauwena i sąsiednie królestwo Dagonauta.

'Tiuri has to spend his last night as squire, before he can become knight, in a chapel with his friends. He is not allowed to speak or listen to the voices outside. In the middle of the night, a voice desperately whispers "Please, open the door!".' What would you do? I asked my students. Then they had to draw. I drew a map of the Kingdom of Unauwen and next to it the Kingdom of Dagonaut, the countries through which Tiuri travels.

Ta historia wciągnęła ją bardziej niż jakakolwiek wcześniej i wieczorem postanowiła ją dokończyć na maszynie do pisania. 

## Zarys fabuły
Akcja Listu do króla rozgrywa się w fikcyjnym średniowiecznym świecie. W opowiadaniu przygoda młodzieńca uzewnętrznia się w poszukiwaniu listu, co skutkuje odkryciem własnego "ja". 

## Streszczenie

### List do króla
W noc poprzedzającą jego wyróżnienie i wstąpienie do stanu rycerskiego, tradycyjnie spędzaną na nocnym czuwaniu w małej kaplicy, 16-letni giermek Tiuri, syn słynnego rycerza z królestwa Dagonauta, otrzymuje desperacką prośbę o pomoc od nieznajomego pukającego do drzwi kaplicy. Nie mogąc odmówić wezwania pomocy, łamie zasady i wychodzi na zewnątrz, gdzie nieznajomy starzec wręcza mu zapieczętowany list i błaga, aby dostarczył go rycerzowi w czarnej zbroi i białej tarczy przebywającemu w pobliskim leśnym zajeździe. Chłopak zgadza się go dostarczyć, ale po przybyciu do gospody ku swemu przerażeniu dowiaduje się, że rycerz, którego szuka, został w międzyczasie wyzwany na pojedynek przez innego czarnego rycerza posiadającego jednak czerwoną tarczę. Śledząc ścieżkę, którą rycerze udali się do lasu, Tiuri znajduje śmiertelnie zranionego rycerza z białą tarczą. Kiedy rycerz dowiaduje się, że list jest w posiadaniu Tiuriego, zleca mu dostarczenie go do sąsiedniej krainy na zachodzie, rządzonej przez króla Unauwena, i odszukanie pustelnika o imieniu Menaures, mieszkającego w górach oddzielających oba królestwa, który pokazałby mu tajemną drogę przez góry. Związany poczuciem honoru Tiuri przyjmuje zadanie i pierścień, który daje mu rycerz, aby podkreślić wagę jego misji. Następnie pozostaje z rycerzem aż do jego śmierci.
Wkrótce jednak Tiuri staje się celem czerwonych jeźdźców, którzy są poplecznikami rycerza z czerwoną tarczą, przez co jest on zmuszony uciekać, aby uratować swoje życie. Aby przyspieszyć swoją wędrówkę, przejmuje wierzchowca rycerza z białą tarczą, czarnego jak noc i równie potężnego rumaka, który akceptuje go jako swojego nowego jeźdźca. Jest także ścigany przez czwórkę szarych rycerzy, którzy z nieznanych powodów chcą go zabić, i tymczasowo traci konia na rzecz bandy rabusiów, ale znajduje pomoc u dziecinnego, ale przyjaznego mieszkańca lasu Mariusa i mnichów z pobliskiego klasztoru. W końcu udaje się do zamku o nazwie Mistrinaut, gdzie zostaje znaleziony i uwięziony przez Szarych Rycerzy, którzy (jak się później okazuje) byli bliskimi przyjaciółmi rycerza z białą tarczą. Wierzą oni, że Tiuri jest jego mordercą. Jednak Rafoks właściciel zamku Mistrinaut, i jego córka Lavinia dostarczają Tiuriemu broń, która pomoga mu przetrwać podczas pojedynku z Szarymi Rycerzami. Ostatecznie Tiuriemu udaje się przekonać ich, że jest niewinny i zaprzyjaźnia się z nimi, zwłaszcza z ich przywódcą, Rystrydinem z Południa, słynnym błędnym rycerzem z królestwa Dagonauta.
Dzięki Rystrydinowi Tiuri w końcu poznaje imię czarnego rycerza z białą tarczą - Edwinema z Foresterry, znanego bohatera z królestwa Unauwena - i jego rumaka Ardanwena; za to nieznajomy, który wysłał Tiuriego na jego wyprawę, okazuje się być giermkiem Edwinema, Vokią. Jak stopniowo się okazuje, morderstwo Edwinema i list, który niesie Tiuri, są kluczowymi elementami w zaostrzającym się konflikcie pomiędzy królestwem Unauwena a królestwem Evillan, królestwem na południe od domeny Dagonauta. Władcą Evillan jest młodszy z bliźniaczych synów Unauwena, którego targa zazdrość wobec starszego brata i pragnąc panować nad królestwem swojego ojca, podbił Evillan dla własnego interesu. Niedawno król Evillan ogłosił, że chce pogodzić się z bratem i ojcem. Edwinem był członkiem grupy emisariuszy wysłanych do Evillan w celu omówienia warunków powrotu księcia, ale grupa zaginęła, a o Edwinemie nie słyszano aż do jego morderstwa.
W towarzystwie Szarych Rycerzy Tiuri niweczy próbę zorganizowania zasadzki przez Czerwonych Jeźdźców i bezpiecznie dociera do podnóża gór, gdzie rozstaje się z rycerzami. Kiedy udaje się do siedziby Menauresa, spotyka mężczyznę imieniem Jaro, który twierdzi, że jest pielgrzymem szukającym rady pustelnika. Chwilę później Tiuri ratuje Jara przed śmiertelnym upadkiem do wąwozu. Po tym Tiuri i Jaro spotykają Menauresa i Piaka, młodego chłopca z gór. Menaures oferuje Tiuriemu pomoc jako przewodnik, po tym gdy dowiedział się o jego wyprawie. Krótko po ich odjaździe Jaro okazuje się być jednym z szpiegów Czerwonych Jeźdźców wysłanych, aby go zabić, ale odkąd Tiuri uratował mu życie, Jaro nie był w stanie wyrządzić mu żadnej krzywdy. Zanim odejdzie, ostrzega Tiuriego przed innym Czerwonym Jeźdźcem o imieniu Slupor, który będzie na niego czekał w królestwie Unauwena. Piak, który usłyszał ich rozmowę, dołącza się do wyprawy Tiuriego i jego misji, a podczas górskiej wędrówki, szybko zostają przyjaciółmi.
Obaj chłopcy bezpiecznie docierają do królestwa Unauwena, ale szpiedzy i agenci Evillan są tu wszechobecni. Burmistrz miasta Dangria, agent i sympatyk Evillan, pod fałszywym pretekstem próbuje uwięzić chłopców, ale dzięki odwróceniu uwagi strażników przez Piaka Tiuri może się ukryć na tyle długo, aby zapamiętać treść listu i go zniszczyć. Próbując uwolnić Piaka, Tiuri otrzymuje pomoc od niezadowolonych obywateli, którzy od dawna byli niezadowoleni z despotycznego burmistrza, choć tylko nieliczni podejrzewali go o bycie Evillańskim agentem. Piak zostaje wyzwolony, a prawdziwe zamiary burmistrza ujawnione, ale nie chcąc opóźniać realizację swojej misji, Tiuri i Piak uciekają, zanim nowo wybrana tymczasowa rada miejska będzie mogła ich przesłuchać.
Następna przeszkoda spotyka ich nad Tęczową Rzeką jako zamek służący jako płatne przejście graniczne. Nie mając pieniędzy na uiszczenie opłaty za przejazd, Tiuri i Piak decydują się ukradkiem przeprawić rzekę, ale ich łódka zostaje zatopiona, a oni sami pojmani. Kiedy Tiuri zostaje postawiony przed Lordem Ardianem, lokalnym kierownikiem poboru opłat, młodzieniec próbuje targować się o uwolnienie swoje i Piaka, oferując pierścień Edwinema jako depozyt. Po rozpoznaniu pierścienia i dowiedzeniu się o śmierci Edwinema oraz o tym, że Tiuri niesie ważną wiadomość dla króla, Sir Ardian natychmiast zapewnia dwóm chłopcom eskortę do stolicy. Tymczasem Sluporowi udaje się odwrócić uwagę straży celnej, po czym czycha on na Tiuriego i Piaka u samych bram stolicy, ale jego próba zamachu na życie Tiuriego zostaje udaremniona, a on sam zostaje aresztowany.
Teraz, mogąc już wypełnić swoje zadanie, Tiuri i Piak dostarczają wiadomość zawartą w liście królowi Unauwenowi. Później okazuje się, że list był ostrzeżeniem przed zdradzieckimi planami króla Evillanu, które stanowiły sedno jego próby pojednania, ponieważ planował on zamordować swojego brata, podczas gdy wszyscy w królestwie Unauwena niczego by nie podejrzewali w swoim złudnym poczuciu bezpieczeństwa, w ten sposób czyniąc go jedynym pretendentem do tronu. Z ciężkim sercem Unauwen wzywa rycerzy swojego królestwa do broni i nagradza Tiuriego i Piaka za ich mężną służbę dla jego królestwa.
Wkrótce potem Tiuri i Piak wyruszają do królestwa Dagonauta, podążając tą samą ścieżką, którą obrali podczas swojej podróży na zewnątrz. Po przybyciu do siedziby Menauresa Piak, nie mogąc zdecydować pomiędzy przyjaźnią z Tiurim a domem w górach, rozstaje się z Tiurim, który samotnie kontynuuje podróż powrotną. Na swojej drodze ponownie spotyka większość swoich przyjaciół i sojuszników, w tym Rystridina, który zaprasza go do swojego zamku nadchodzącej wiosny, gdy on i Arwaut wykonają dla króla Dagonauta zadanie zbadania Dzikiego Lasu, dzikiego i opuszczonego lasu obszar wzdłuż południowej granicy królestwa.
Po spokojnej podróży Tiuri wraca do stolicy królestwa Dagonauta, gdzie zostaje powitany przez króla i jego rodzinę. Ku ogromnemu zaskoczeniu Tiuriego i wbrew jego oczekiwaniom, później zostaje pełnoprawnym rycerzem; mimo że złamał tradycję, Tiuri udowodnił, że jest już prawdziwym rycerzem dzięki swemu poczuciu honoru, poświęceniu i przyjęciu na siebie brzemienia misji Edwinema. Radość Tiuriego dopełnia się, gdy już następnego dnia Piak przybywa do stolicy, zmieniwszy zdanie i postanowił dołączyć do Tiuriego jako jego przyjaciel i giermek.

## Przyjęcie

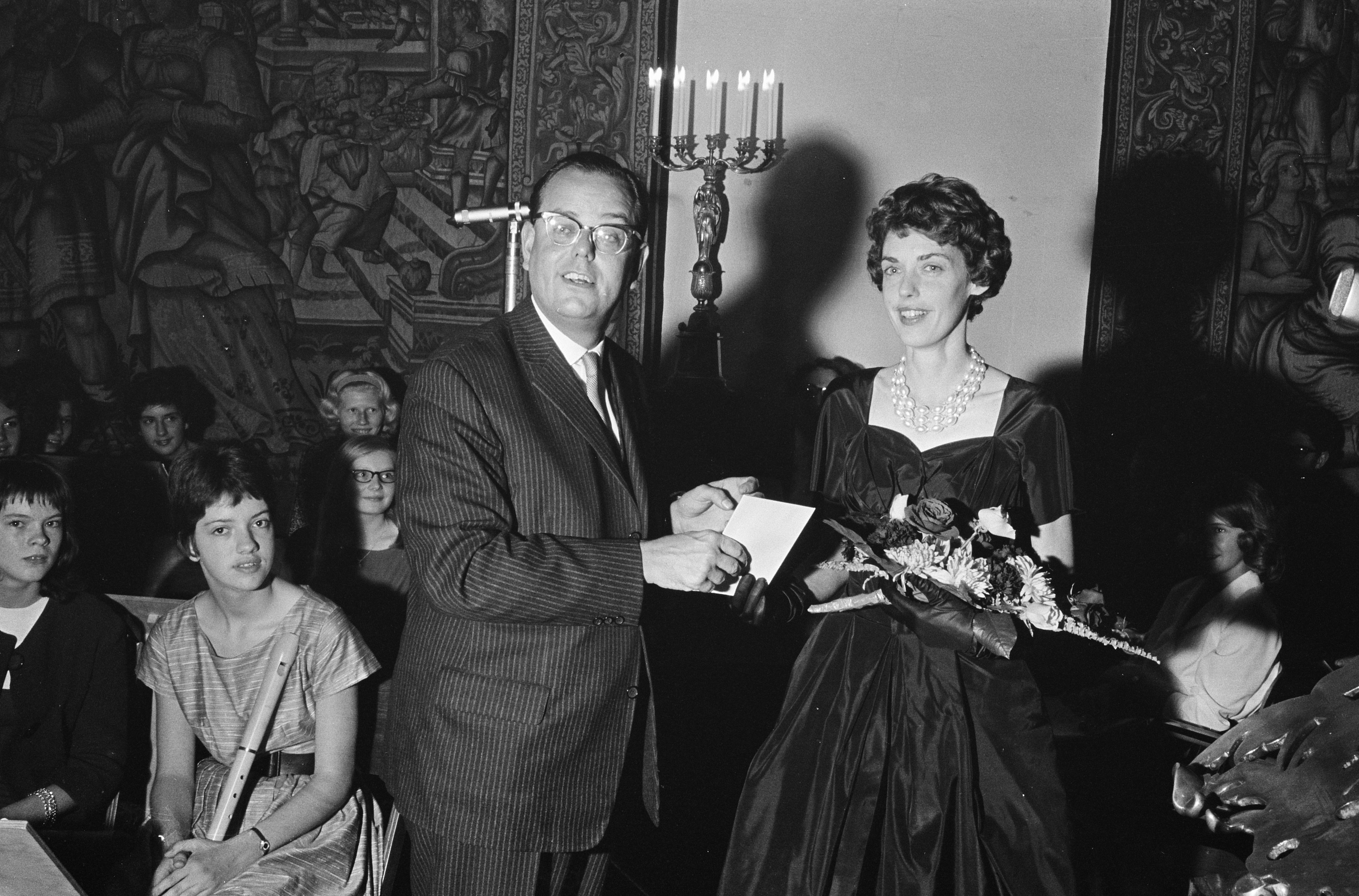
Tonke Dragt otrzymuje nagrodę Książki Roku dla Dzieci w 1963 roku

### Przyjęcie ze strony krytyków

#### Przyjęcie w 1962 r
De brief voor de koning została bardzo dobrze przyjęta przez krytykę. Wielu recenzentów zauważyło romantyczne tendencje książki. Dziennikarka Trouw nosząca inicjał JH nazwała Dragt „zdolną”, a jej powieść „piękną książką”.  Recenzent W. Hora Adema z Het Parool umieścił ją na liście książek dla dzieci do kupienia w sklepie Sinterklaas, nazywając ją „romantyczną”. Recenzent De Friese Koerier był jednak sceptyczny co do potencjalnego sukcesu książki, twierdząc, że w 1962 roku spodobałaby się ona tylko chłopcom, którym podobał się styl „romantyzmu rycerskiego”  Z drugiej strony recenzentowi „Algemeen Handelsblad” spodobała się sceneria, nazywając powieść „fascynującą i napisaną z klimatem książką”.  Dziennikarz z De Maasbode zasugerował, że być może wpływ na tę książkę mógł mieć Władca Pierścieni Tolkiena i nazwał bohaterów „pociągającymi”, a ogólnie De brief voor de koning „interesującą, uroczą książką, nowoczesną dzięki swojej przejrzystości wyobraźni”.. 
Książka De brief voor de koning została uznana przez CPNB za najlepszą książkę roku dla dzieci w 1963 roku. Rok wcześniej, razem z Verhalenem van de tweelingbroers, właśnie przegrała nagrodę z Paulusem de hulpsinterklaas Jeana Dulieu.  W 2004 roku De brief voor de koning zdobyło nagrodę Griffel der Griffels za najlepszą książkę dla dzieci wydaną w latach 1954-2004, pokonując m.in. Kruistocht Thei Beckman w spijkerbroek i dwie książki Paula Biegela .

### Odbiór ze strony opinii publicznej
De brief voor de koning sprzedało się w ponad miliona egzemplarzy. Książka była wielokrotnie tłumaczona. W 2018 roku książka doczekała się pięćdziesiątego wydania. 

## Adaptacje
W 2007 roku książka miała premierę jako musical. Było to drugie przedstawienie teatralne oparte na twórczości Tonke Dragt, po adaptacji De Zevenspronga .
Film oparty na książce z Derekiem de Lintem w roli głównej ukazał się latem 2008 roku
Serial Netflix został wydany 20 marca 2020 roku. Zawierał on kilka zmian znacznie odbiegających od powieści, takich jak magia, zmienione tło fabularne dla Tiuriego, większy nacisk na rolę Lavinii i kilka postaci nie występujących w książce.  

## Nagrody
- 1963: Kinderboek van het Jaar (książka roku dla dzieci, poprzedniczka Gouden Griffel ) dla De brief voor de koning[3]
- 2004: Griffel der Griffels for De brief voor de koning (nagroda za najlepszą holenderską książkę dla dzieci ostatnich pięćdziesięciu lat)[8]

## Źródła literackie
- Tonke Dragt: De brief voor de Koning, 1962.